# Babiana villosula
Babiana villosula là một loài thực vật có hoa trong họ Diên vĩ. Loài này được (J.F.Gmel.) Ker Gawl. ex Steud. miêu tả khoa học đầu tiên năm 1821.